# لويس إدوارد فورنير
لويس إدوارد فورنير (بالفرنسية: Louis Édouard Fournier)‏ هو نقاش فسيفسائي ‏ ورسام فرنسي، ولد في 12 ديسمبر 1857 في باريس في فرنسا، وتوفي بنفس المكان في 10 أبريل 1917.